# Germarostes sulcipennis
Germarostes sulcipennis là một loài bọ cánh cứng trong họ Hybosoridae. Loài này được Harold miêu tả khoa học năm 1875.